# 摔角狂熱41
摔角狂熱41（英語：WrestleMania 41）是第41屆摔角狂熱職業摔角按次付費電視節目，由世界摔角娛樂為其Raw、SmackDown品牌部門製作。賽事於2025年4月19日和20日在内华达州天堂市的忠實體育場舉行，這是繼1993年於凯撒宫酒店舉行的摔角狂熱IX後，再度於拉斯維加斯地區舉辦的摔角狂熱賽事。
這是首屆透過Netflix在多數國際市場直播的摔角狂熱，此前WWE自2025年1月起已將世界摔角娛樂電視網併入Netflix平台。此外，這也將是首度於復活節週末舉辦的摔角狂熱賽事，也是自2013年摔角狂熱29以來，首次有CM Punk參賽的摔角狂熱，其中將包括他職業生涯的首場摔角狂熱主賽事。本屆賽事也標誌著約翰·希南23年職業生涯的最後一場摔角狂熱比賽，因為他計畫於2025年底正式從職業摔角界退休。

## 製作

### 背景

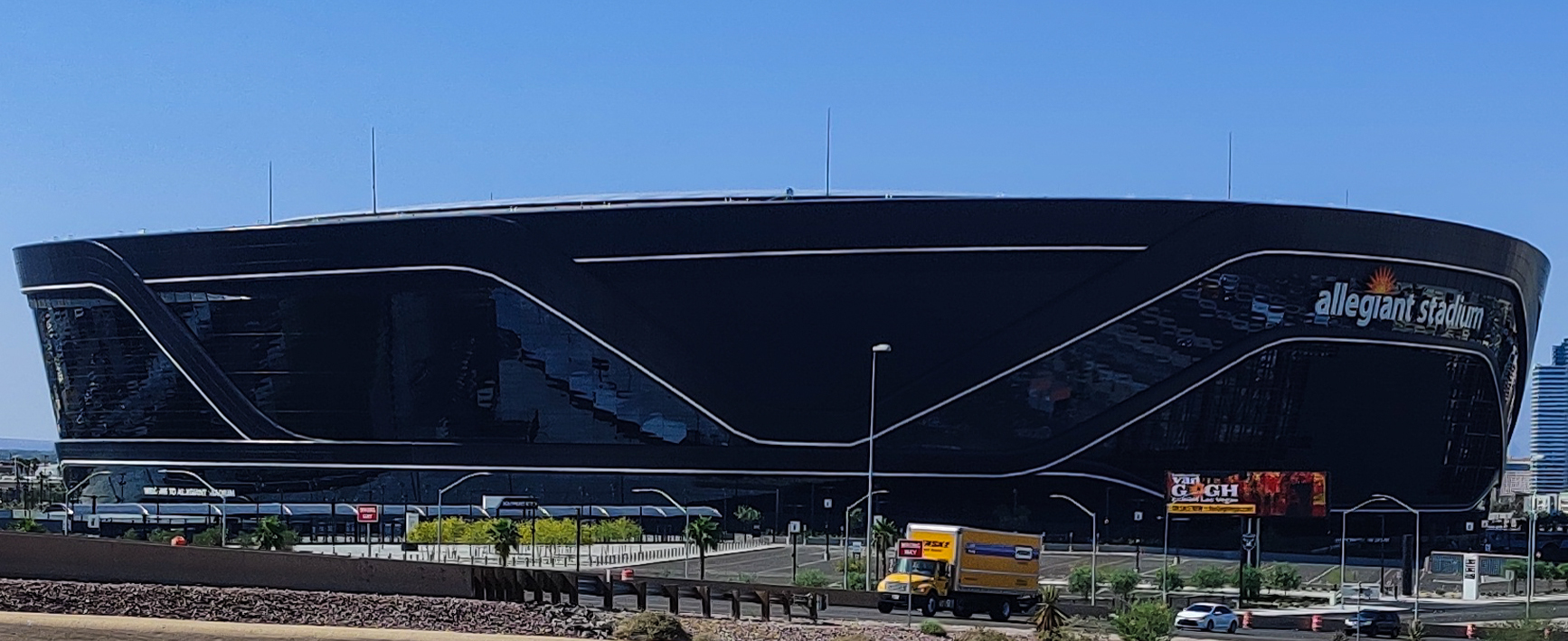
本屆賽事在内华达州天堂市忠實體育場舉行

摔角狂熱被認為是WWE的旗艦級賽事，始於1985年，是歷史上歷時最長的職業摔角賽事，每年於3月中旬至4月中旬舉行。 這是WWE最初的四個按次付費電視節目中的第一個，其中包括皇家大戰、夏日衝擊和強者生存，被稱為“四大賽”。 摔角狂熱被《福布斯》評為全球第六大最有價值的體育品牌， 並被譽為體育娛樂界的超级碗。 如同超級盃，各個城市競相爭奪摔角狂熱的年度舉辦權。

### 劇情
本屆摔角狂熱中的比賽涉及到摔角手們賽前的爭執、情節和劇情線劇本。摔角手將被描繪成正派、反派或角色性格難以區分的角色，在一場或一系列的比賽中製造緊張氣氛和高潮局面。比賽結果由WWE的編劇針對Raw、SmackDown品牌預先確定， 而故事情節則由WWE的每週電視節目，Monday Night Raw、Friday Night SmackDown製作。

#### 主战赛
2024年7月6日，在公事包大戰上，約翰·希南正式宣布將於2025年底從職業摔角界退休，結束自2002年以來的WWE生涯（自2018年起為兼職選手）。他同時確認將參加摔角狂熱41，並表示這將是他最後一次參加摔角狂熱。 在2025年的皇家大戰中，希南參加男子皇家大戰賽事，試圖獲得挑戰世界冠軍的資格，但最終未能獲勝。 隨後，他宣布將參加行刑室鐵籠：多倫多的男子行刑室鐵籠戰，這將是他最後一次爭取在摔角狂熱41挑戰世界冠軍的機會。 在行刑室鐵籠戰賽事前，TKO集團董事會成員巨石強森試圖賄賂SmackDown的無可爭議WWE冠軍寇帝·羅茲，希望讓他成為「企業冠軍」（Corporate Champion）。巨石表示，自從兩人在摔角狂熱XL對立後，他們已成為朋友，並聲稱自己能讓羅茲的職業生涯更上一層樓，提供他任何想要的條件。此外，巨石也強調，他將會親自出席行刑室鐵籠戰，等待羅茲的答覆。 在行刑室鐵籠戰中，希南成功贏得行刑室鐵籠戰，獲得在摔角狂熱41挑戰羅茲爭奪無可爭議WWE冠軍的資格。比賽結束後，羅茲現身向希南表示祝賀，隨後巨石出場，準備聽取羅茲的答覆。最終，羅茲拒絕巨石的提議，而希南則與羅茲擁抱示好。然而，希南隨即出人意料的對羅茲發動攻擊，選擇站在巨石陣營，並對羅茲進行猛烈的攻擊，這也象徵著希南自2003年以來首次轉為反派選手。
2023年11月，CM Punk於強者生存：戰爭遊戲賽事中重返WWE，隨即成為賽特·羅林斯的主要攻擊目標。2024年皇家大戰期間，Punk因撕裂三頭肌而被迫休養數月。康復後，Punk與羅林斯展開多次爭執。於2024年強者生存：戰爭遊戲賽事中，Punk接受代表其昔日經理人兼現任羅曼·瑞恩斯特別顧問保羅·黑門的請求，加入瑞恩斯所屬團隊參與比賽。作為回報，黑門承諾欠Punk一份人情，最終Punk所在隊伍獲得勝利。由於羅林斯對瑞恩斯與Punk均懷有敵意，Punk再次成為其主要目標。在Raw的Netflix首播中，Punk與羅林斯展開一場單打賽，最終由Punk獲勝。在2025年皇家大戰中，Punk先後淘汰瑞恩斯與羅林斯，但隨後亦遭淘汰，三人在場邊爆發衝突，羅林斯對瑞恩斯使出Stomp，使瑞恩斯數週無法參賽。於行刑室鐵籠賽中，Punk再度淘汰羅林斯，羅林斯遭淘汰後對Punk使出Stomp，使Punk最終落敗。隨後的Raw中，Punk在節目中談及自己從未登上摔角狂熱主賽事舞台的遺憾，並與羅林斯發生衝突。隔週兩人於鐵籠賽中交鋒，羅林斯在受瑞恩斯介入並攻擊他之後取得勝利。瑞恩斯亦因黑門對Punk表示關切而對Punk展開攻擊。3月21日的SmackDown中，三人再次爆發衝突。隨後官方宣布三人將於摔角狂熱41進行三方威脅賽，並於合約簽署儀式中由黑門宣布此賽事將作為摔角狂熱的主賽事。雖然Punk對首次參與摔角狂熱主賽事表示感激，但亦指出這並非他向黑門要求的「人情」。於4月4日的SmackDown中，Punk揭示其請求為黑門需於賽事中在場邊支持他，令瑞恩斯大為不滿。随后在4月7日的Raw节目中，罗林斯与海门决裂，并出手痛殴，Punk出场救驾。罗林斯想对海门使用暴力踩踏（Stomp），但中途停了下来，强调海门还欠他一个人情。后来消息确认Punk与罗林斯的比赛将成为摔角狂热第一晚的主战赛。

#### 非主战赛
在周六夜主站赛38节目中，冈瑟击败杰伊·乌索，成功卫冕Raw品牌的世界重量级冠军。在之后一个周末的皇家大战赛事中，乌索拿下男子组皇家大战的胜利，获得在摔角狂热41挑战任一世界冠军头衔的机会。次周Raw节目中，还没有决定挑战哪个冠军头衔的乌索与冈瑟对峙，冈瑟说乌索应该选择挑战SmackDown品牌的世界冠军，因为他已经击败过乌索，应该在约翰·塞纳等重量级巨星的面前捍卫重量级冠军。随后乌索出席周六举行的SmackDown节目，之后在2月10日Raw节目的开场袭击冈瑟，继而宣布在摔角狂热大赛上挑战冈瑟的世界重量级冠军。该比赛确认在第一晚举行。
在皇家大战上，SmackDown品牌选手夏洛特·福萊爾拿下女子组皇家大战的胜利，获得在摔角狂热41挑战任一女子世界冠军头衔的机会。之后夏洛特亮相Raw、SmackDown和NXT节目，与三个品牌的女子冠军碰面，最终决定挑战SmackDown品牌的WWE女子冠军蒂芙尼·斯特拉顿。该比赛确认在第一晚举行。
2月，《铁笼密室淘汰赛：多伦多》大赛女子铁笼密室淘汰赛资格赛陆续举行，胜者可以在摔角狂热大赛上挑战RAW的女子世界冠軍。在紫雷的资格赛中，卫冕女子世界冠军蕾娅·里普利袭击了紫雷的对手，导致紫雷DQ落败，蕾娅因此获得与紫雷进行冠军头衔赛的资格，这场比赛在3月3日的Raw节目，也就是《铁笼密室淘汰赛》结束后进行。在《铁笼密室淘汰赛》上，SmackDown品牌的比扬卡·贝莱尔拿下女子组铁笼密室淘汰赛的冠军，而紫雷在Raw节目中击败蕾娅，成为新科女子世界冠军，故比扬卡在摔角狂热大赛上挑战紫雷的女子世界冠军。然而，在3月17日Raw节目的比赛合同签署仪式中，蕾娅闯入擂台，用炸弹摔（powerbomb）将比扬卡打晕，取代比扬卡签署比赛合约。在3月31日的Raw节目中，紫雷和蕾娅进行女子世界冠军头衔赛的重赛，由比扬卡担任特邀嘉宾裁判；最终两人同时被DQ，紫雷保住冠军头衔。Raw总经理亚当·皮尔斯紫雷在摔角狂热大赛上与比扬卡和蕾雅进行女子世界冠军三重威胁赛。该比赛确认在第二晚举行。
在皇家大战上，因伤缺阵许久的SmackDown品牌选手A·J·史泰爾斯惊喜回归，参加男子组皇家大战，结果被Raw品牌的罗根·保罗淘汰。在WWE转会期，AJ获转会至Raw品牌。连续几个礼拜的对峙后，AJ在3月31日的Raw节目中提出与保罗一绝恩仇，但被保罗拒绝，说“比赛不能平白无故地打”，之后指向摔角狂热的Logo，随后两人发生殴斗。当天晚些时候，Raw总经理亚当·皮尔斯宣布两人在摔角狂热大赛上进行比赛。该比赛确认在第二晚举行。
3月7日SmackDown节目中，LA骑士重夺美国冠军。之后多位摔角手有意挑战骑士的美国冠军，包括血亲家族组合的雅各布·法图。在3月21日的SmackDown节目中，过去几个月与血亲家族有恩怨的布勞恩·史卓曼与法图进行比赛，比赛过程中法图队友索洛·西科亚和塔玛·汤加)出手袭击史卓曼，导致法图以DQ输掉比赛，史卓曼因而获得在次周挑战LA骑士冠军头衔的机会，而这场比赛也因法图袭击LA骑士和史卓曼无疾而终。4月4日，法图在最后站立者赛中击败史卓曼，获得在摔角狂热上挑战LA骑士美国冠军头衔的机会。这场比赛确认在第一晚进行。
在2月10日的Raw节目中，贝莉击败WWE女子洲际冠军女武神莱拉，获得参加女子组铁笼密室淘汰赛的资格。两个星期后，丽芙·摩根和拉奎尔·罗德里格斯拿下WWE女子双打冠军。至《铁笼密室淘汰赛：多伦多》大赛，同样参加女子组铁笼密室淘汰赛的丽芙在比赛中淘汰了贝莉，但自己也没有拿下最终胜利。至3月10日的Raw节目，罗德里格斯击败贝莉，获得挑战女武神冠军头衔的机会。贝莉虽然落败，女武神还是愿意给她挑战自己冠军头衔的机会。3月24日的Raw节目中，尽管丽芙出场干预，女武神还是击败罗德里格斯，保住冠军腰带。赛后，罗德里格斯和摩根偷袭了女武神，贝莉出手相救。4月7日的Raw，女武神击败贝莉，再次捍卫冠军头衔。同个礼拜的SmackDown节目中，贝莉和女武神拿下女子双打组合车轮战，获得在摔角狂热大赛上挑战摩根和罗德里格斯冠军头衔的机会。这场比赛确认在第二晚举行。然而，在第一晚赛事转播前，贝莉在后台别人偷袭，无法与女武神共同出战，女武神需要另寻双打搭档。
2024年11月22日的SmackDown节目中，杰德·卡吉尔在停车场被不明人士袭击，无法参加后续的比赛。杰德缺阵期间，娜奥米自愿顶替杰德，接下杰德与比扬卡·贝莱尔共同持有的WWE女子双打冠军。与此同时，娜奥米和比扬卡着手调查袭击杰德的元凶，最终将目标锁定在丽芙·摩根和拉奎尔·罗德里格斯身上，而丽芙和拉奎尔要求和两人进行冠军头衔赛，得到他们同意；在2025年2月24日的Raw节目中，娜奥米和比扬卡输掉了女子冠军。贝莱尔和娜奥米随后获得女子组铁笼密室淘汰赛的参赛资格。然而比赛开始前，杰德突然回归，并狠狠袭击了娜奥米，导致娜奥米无法参加铁笼密室淘汰赛。在次周的SmackDown节目中，娜奥米承认自己偷袭了杰德，并后悔自己没有早点这么做，标志着她2016年以来首次转为反派。贝莱尔随后出场，宣布与娜奥米结束搭档关系。之后几个礼拜的节目中，杰德和娜奥米不停攻击对方，SmackDown总经理尼克·奥迪斯安排两人在摔角狂热大赛上一决恩仇。这场比赛确认在第一晚进行。
2月17日的Raw节目中，审判日组合的多米尼克·密斯特里奥的比赛结束后，WWE洲際冠軍布朗·布里克袭击了密斯特里奥，导致双方在下周进行非冠军赛。然而多米尼克的队友卡里托和芬恩·貝勒在比赛中袭击了布里克，导致多米尼克输掉比赛。在下周的节目中，审判日三人又袭击了布里克，但布里克仍占上风。3月17日的节目中，多米尼克提出让潘塔加入组合，让贝勒大为不满。当晚，布里克击败巴洛，成功捍卫洲际冠军。赛后，多米尼克和卡里托袭击布里克，潘塔出场加入多米尼克和卡里托，之后布里克和潘塔瞪眼看对方。下周节目中，多米尼克正式邀请潘塔加盟审判日。当晚，布里克与潘塔进行洲际冠军头衔赛，比赛过程中多米尼克和卡里托出场袭击了布里克，导致潘塔DQ输掉比赛。赛后，多米尼克让潘塔用铁椅袭击布里克，结果布里克转头袭击多米尼克。下周节目中，布里克与潘塔和巴洛与多米尼克进行双打赛，布里克在比赛中突然对潘塔使用飞冲肩，导致巴洛与多米尼克赢得比赛。4月7日，Raw总经理亚当·皮尔斯宣布布里克在摔角狂热大赛上与巴洛、多米尼克和潘塔进行洲际冠军四强争霸大战。该比赛确认在第二晚举行。
2024年底至2025年初，查德·盖博接连挑战墨西哥摔角手不胜，随后向WWE申请休假，以解决自己的“墨西哥摔角难题”。在3月10日的Raw节目中，戴着模仿盖博美国国旗风格摔角面具的墨摔选手美国制造与一位不知名的墨摔选手参加双打组合赛，击败拉丁世界秩序的雷·密斯特里歐和龙李，盖博否认自己是那位神秘选手。3月24日的Raw节目中，神秘墨摔选手自报家门，自称美国至尊，之后在自己的首场单打比赛中击败了龙李。两个礼拜，美国至尊和美国制造在一场双打组合六人赛中对阵克里德兄弟组合（布鲁图斯·克里德和朱利叶斯·克里德），以及拉丁世界秩序（龙李、杰昆·王尔德和克鲁兹·德托罗），期间艾维·尼尔在美国至尊的面具里塞了一块金属片，至尊用金属片偷袭了龙李，赢得比赛。当晚，雷尔指责美国至尊亵渎墨西哥摔角的艺术和传统，提出要在比赛中教训他。Raw节目总经理亚当·皮尔斯接纳雷尔的提议，让雷尔自订地点，雷尔选在摔角狂热进行。比赛确认在第一晚举行。在4月18日的SmackDown摔角狂热特别版节目中，雷·菲尼斯在巨人安德烈纪念杯上绳挑战赛中淘汰了盖博，之后被没有比赛资格的美国至尊淘汰。当晚，雷尔、龙李和菲尼斯在双打组合六人赛中击败盖博和克里德兄弟，比赛期间雷尔腹股沟拉伤。次日的摔角狂热倒计时节目中，雷尔确认无法参加与美国至尊的比赛，由菲尼斯代为上场。
在上一年的摔角狂热40大赛中，祖魯·麥金泰爾赢得世界重量级冠军冠军，赛后嘲笑他当时的死对头、比赛的特邀嘉宾解说CM Punk。被激怒的CM Punk用臂托攻击了麦金泰尔，让牧师达米安兑现合约公文包，挑战麦金泰尔的冠军头衔，最终拿下比赛，麦金泰尔的冠军生涯只维持了5分钟46秒。之后几个月，牧师与麦金泰尔冲突不断，先是在城堡之争：苏格兰大赛中击败麦金泰尔，成功卫冕冠军。随后的合约阶梯赛大赛中，麦金泰尔拿下男子组合约阶梯赛的胜利，之后向牧师兑换合约公文包，但没有摘下牧师的冠军，最终牧师在夏日狂潮大赛中将冠军输给冈瑟。2025年1月，WWE转会窗口期，麦金泰尔与牧师双双转会至SmackDown品牌。两人分别参加了皇家大战大赛的男子组皇家大战，以及铁笼密室淘汰赛的男子组铁笼赛，两场比赛都是牧师将麦金泰尔淘汰。铁笼密室赛结束后，麦金泰尔偷袭了牧师，导致牧师输掉比赛。经过几个礼拜的争吵，在4月10日的SmackDown节目中，总经理尼克·奥迪斯正式安排两人在摔角狂热中比赛，比赛形式为罪城街头大战。这场比赛确认在第二晚进行。
2024年12月2日的Raw节目中，科菲·京斯頓和泽维尔·伍兹将大E开除出新一日。之后，两人把目光投向战争攻略组合（埃里克和伊瓦尔）持有的世界雙打冠軍。2025年4月7日的Raw节目中，双方进行较量，期间伍兹用铁椅袭击埃里克未果，裁判却判定埃里克故意用铁椅袭击伍兹，违反比赛规则（DQ），新一日获得比赛胜利，但由于冠军在除特殊规定外，不能通过擂台外数秒淘汰或DQ易手，所以战争攻略保留冠军头衔。比赛结束后，新一日偷袭了战争攻略，被一众WWE裁判出面阻止。4月11日，Raw节目总经理亚当·皮尔斯宣布战争攻略将在摔角狂热大赛中重新与新一日比赛，捍卫双打冠军头衔。比赛确定在第一晚举行。
在摔角狂热前一晚举行的SmackDown摔角狂热特别版节目中，原定和凱文·歐文斯在摔角狂热大赛第二晚一战的蘭迪·歐頓广发战书，寻找对手，接替受伤无法出战的欧文斯。

## 战况

摔角狂热41舞台

### 第一晚

#### 正赛
第一晚首场比赛，冈瑟在杰伊·乌索面前捍卫世界重量级冠军。比赛期间，冈瑟炸弹摔（powerbomb）被乌索破解，乌索用乌索飞扑（Uso Splash）反制，双肩压力未果。之后冈瑟佯装拿冠军腰带离场，乌索从擂台中绳飞扑冈瑟，结果被冈瑟用腰带打在身上。紧接着冈瑟从擂台上绳飞扑，双肩压力乌索三秒未果。比赛末段，冈瑟再次祭出炸弹摔，乌索用自己的炸弹摔反制，接着连续祭出三个乌索飞扑，外加锁头（sleeper hold）屈服计，迫使冈瑟投降，输掉腰带。赛后，杰伊与双胞胎兄弟吉米·乌索在擂台上庆祝，两人互相拥抱。
第二场比赛，战争攻略（埃里克、伊万）与新一日（科菲·金斯顿、泽维尔·伍兹）进行世界双打组合冠军头衔赛，科菲和伍兹凭借上绳飞跪招式“午夜时分”（Midnight Hour）击败伊万，夺得冠军，是新一日组合首次、泽维尔首次在摔角狂热大赛上夺冠。
随后，杰德·卡吉尔对阵娜奥米。比赛期间，娜奥米祭出助跑式牛头犬颜面粉碎摔（running bulldog），外加劈腿镰月弯刀（split-legged moonsault），双肩压力三秒未果。最终，杰德对娜奥米祭出炸弹摔加高举正面坐摔（Jaded），顺利拿下比赛。
第四场比赛，LA骑士与雅各布·法图争夺全美冠军。法图在比赛大部分时间占上风。至比赛高潮，LA骑士破解法图的两段跳上绳镰月弯刀（double-jump top-rope moonsault），以BFT反制，双肩压力未果。法图随后祭出上绳萨摩亚过肩摔（Samoan Drop），接力两段跳上绳镰月弯刀，成功摘掉骑士的冠军。
随后，雷·菲尼斯挑战美国至尊。比赛过程中，至尊祭出上绳镰月弯刀式飞身背部坠击（top-rope moonsault senton），双肩压力未果。比赛末段，美国至尊在面具了插了一块贴片，雷没有察觉到。随后至尊在半空头锤（headbutt）雷，继而祭出上绳头锤（top-rope headbutt），拿下比赛。
倒数第二场比赛，蒂芙尼·斯特拉顿与夏洛特·福莱尔的WWE女子冠军头衔赛。比赛过程中，夏洛特祭出旋转式炸弹摔，双肩压力未果。蒂芙尼祭出史上最美的镰月弯刀（Prettiest Moonsault Ever），被夏洛特破解，反身双肩压力蒂芙尼三秒未果。随后夏洛特在上绳对蒂芙尼祭出滚翻摔“自然选择”（Natural Selection），双肩压力未果。最终，夏洛特对蒂芙尼祭出飞冲肩被破解，蒂芙尼以滚翻背部坠击（rolling senton）反制，以史上最美的镰月弯刀接力，成功卫冕冠军。

#### 主战赛
是晚重头戏为罗曼·雷恩斯、赛特·罗林斯与CM Punk（由保罗·海曼陪同）的三重威胁赛。比赛过程中，朋克同时对雷恩斯和罗林斯祭出DDT，之后对罗林斯祭出肘部坠击（elbow drop）。雷恩斯对朋克祭出超人飞拳（Superman Punch），双肩压力未果。之后雷恩斯对朋克祭出飞冲肩（Spear），朋克破解，之后对雷恩斯祭出永久沉睡（Go To Sleep），又被破解。朋克对雷恩斯祭出屈服计巨蟒缠身（Anaconda Vice），罗林斯上前阻止，对朋克祭出蛙式飞扑（frog splash），双肩压力未果。随后雷恩斯对朋克和罗林斯祭出飞冲肩。就在雷恩斯准备飞冲肩的时候，罗林斯用名门攻击（Pedigree）破解，以暴力践踏（Stomp）接力，双肩压力未果。朋克抓住机会，对雷恩斯祭出永久沉睡，双肩压力也没有成功。紧接着罗林斯对朋克名门攻击，双肩压力未果。罗林斯逼迫雷恩斯合作对付朋克，两人准备祭出在神盾軍时期的炸弹摔，结果雷恩斯突然攻击罗林斯，之后在解说台对朋克祭出单人炸弹摔（solo powerbomb），解说台瞬间肢解。随后雷恩斯在另一张解说台上对罗林斯祭出炸弹摔。比赛关键时期，朋克对罗林斯祭出永久沉睡，紧接着雷恩斯对朋克祭出飞冲肩，接着罗林斯利用擂台边绳反弹力量暴力践踏雷恩斯，之后三人倒台擂台上。
到比赛末段，三人都倒在擂台上，保罗·海曼见状给朋克递了一张铁椅，让朋克用铁椅偷袭另外两人。就在朋克准备用铁椅袭击雷恩斯时，海曼突然掏裆（low blow）朋克，转而把铁椅给了雷恩斯，雷恩斯用铁椅反复拍打朋克。雷恩斯准备用铁椅攻击罗林斯的时候，海曼又给雷恩斯掏裆，把铁椅转交给罗林斯。罗林斯用铁椅拍打罗林斯，之后祭出暴力践踏，赢得比赛冠军。

### 第二晚

#### 正赛
第二晚打响头炮的是世界女子冠军头衔三重威胁赛，紫雷对阵比扬卡·贝莱尔和蕾雅·里普利。紫雷同时对里普利和比扬卡祭出滚翻摔（Blockbuster），对两人双肩压力未果。在擂台外，紫雷对里普利祭出镰月弯刀。随后比扬卡用金刚臂（clothesline）将里普利撞出擂台，紫雷见状反身压制比扬卡，双肩压力未成功。接着，比扬卡连续三次后抛摔（suplex）紫雷。里普利将比扬卡推出擂台，比扬卡和里普利合伙将紫雷推向擂台边的观众席挡板。回到台上，里普利对紫雷祭出爱尔兰十字架（Razor's Edge），紫雷身体砸在比扬卡身上。接着里普利对紫雷双肩压力，没有成功，紫雷飞坐（Meteoras）里普利和比扬卡。紫雷准备祭出镰月弯刀，被里普利揪住。比扬卡随后后抛摔里普利和紫雷，接着对紫雷祭出450飞扑，双肩压力被里普利破解，里普利对贝莱尔祭出正面抱摔（Riptide），双肩压力也没有成功。里普利又准备对紫雷祭出高举正面抱摔（Avalanche Riptide），紫雷破解，以镰月弯刀接力，里普利成功破解。之后贝莱尔对紫雷祭出死亡之吻（Kiss of Death），双肩压力被里普利破坏。里普利成功压制贝莱尔，直至紫雷准备对里普利祭出上绳大回旋（top-rope hurricanrana），被里普利反制后推在擂台边柱上。里普利和贝莱尔互相祭出必杀技被反制后，贝莱尔用长发辫甩鞭子，打在里普利身上，继而祭出死亡之吻，未几，紫雷对贝莱尔祭出镰月弯刀，双肩压力三秒，保住冠军。
第二场比赛，牧师达米安与德鲁·麦金太尔的罪城街头战。比赛过程中，麦金太尔多次把擂台铁台阶砸在牧师身上，之后从擂台边拿起手机，拍下与牧师的自拍照，并在社交媒体X发文“上班真无聊”（Still bored at work lol）。接着麦金太尔对牧师祭出苏格兰大脚踢（Claymore Kick），双肩压力未果。McIntyre performed a Future Shock DDT on Priest onto the steel stairs for a nearfall. Priest attempted Old School on McIntyre, who sent Priest outside of the ring through two tables. McIntyre performed a Claymore Kick on Priest through a steel chair for the win.
After that, Bron Breakker defended the Intercontinental Championship against Penta, Finn Bálor, and Dominik Mysterio. Breakker performed a Military Press Powerslam on Bálor and a Spear on Mysterio, only for Bálor to break up the pin. Penta performed the Penta Driver on Bálor only for Breakker to break up the pin. Penta performed a Mexican Destroyer on Mysterio, but Carlito pulled Penta out of the ring and Breakker speared Carlito through the announce table. Bálor performed a Coup de Grâce on Breakker, but Mysterio performed a Frog Splash on Bálor to win the title.
The fourth match was Randy Orton's open challenge. Orton's opponent was revealed to be TNA World Champion Joe Hendry. Hendry countered an RKO attempt into a fallaway slam. Orton then performed an RKO on Hendry to win the match.
Next, AJ Styles took on Logan Paul. Paul performed a Paul from Grace on Styles for a nearfall. Paul performed the Overbomb on Styles, who reached the ropes to break the pin. Styles performed a vertical suplex on Paul for a nearfall. Styles attempted a Phenomenal Forearm, but Paul countered and performed a rolling senton and a Lionsault on Styles for a nearfall. Paul performed a slingshot clothesline on Styles for a nearfall. Paul attempted the lucky punch, but Styles countered and performed a torture rack powerbomb on Paul for a nearfall. Styles attempted a 450 splash, but Paul got his knees up and performed his own Styles Clash on Styles, who performed the same move on Paul. Afterwards, Jeff, a member of Paul's entourage, appeared with brass knuckles, but Karrion Kross took them away. Styles sent Jeff into the barricade and tossed the brass knuckles away before punching Kross. Styles attempted the Phenomenal Forearm, but Paul ducked and performed the lucky punch and the Paulverizer on Styles to win the match.
The penultimate match was for the WWE Women's Tag Team Championship, where Liv Morgan and Raquel Rodriguez took on Lyra Valkyria and her mystery partner, who was revealed to be Becky Lynch. Morgan and Rodriguez dominated Valkyria until Lynch tagged in. Lynch applied the Dis-arm-her on Morgan, but Rodriguez broke up the submission. Lynch sent Rodriguez out of the ring and Morgan performed Oblivion on Lynch, but Valkyria broke up the pin. Valkyria performed a tornado DDT on Rodriguez outside the ring. Lynch then performed the Manhandle Slam on Morgan to win the title for herself and Valkyria.

#### 主战赛
In the main event, John Cena faced Cody Rhodes in a singles match for the Undisputed WWE Championship. Cena performed a tornado DDT on Rhodes for a nearfall. Rhodes performed a powerslam, a Disaster Kick, and a Cody Cutter on Cena for a nearfall. Cena countered a Bionic Elbow attempt and performed an Attitude Adjustment on Rhodes for a nearfall. Rhodes countered an Attitude Adjustment attempt by Cena into a roll-up for a nearfall. Cena performed an Avalanche Attitude Adjustment on Rhodes for a nearfall. Cena leapt off the top rope, but Rhodes caught him with a powerbomb for a nearfall. Rhodes performed a springboard Cody Cutter on Cena for a nearfall. Cena countered a Cross Rhodes attempt into another Attitude Adjustment and applied the STF, and Rhodes kicked Cena into the referee. Rhodes performed a Cross Rhodes on Cena, who then removed the top turnbuckle. Cena sent Rhodes into the turnbuckle twice and performed a fourth Attitude Adjustment on Rhodes for a nearfall. Travis Scott then appeared, and when Rhodes performed Cross Rhodes on Cena, Scott pulled the referee out of the ring. Rhodes performed a Cross Rhodes on Scott and when Cena attempted to strike Rhodes with the title belt, Rhodes blocked and took it. After feigning forgiveness, Cena performed a low blow on Rhodes and struck Rhodes in the head with the belt to win the match and his record 17th WWE world championship.

## 比賽

### 4月19日
| 序号               | 结果               | 比赛类型           |                    |
| - (c) – 冠军持有者 | - (c) – 冠军持有者 | - (c) – 冠军持有者 | - (c) – 冠军持有者 |
| ------------------ | ------------------ | ------------------ | ------------------ |

### 4月20日
| 序号               | 结果               | 比赛类型           |                    |
| - (c) – 冠军持有者 | - (c) – 冠军持有者 | - (c) – 冠军持有者 | - (c) – 冠军持有者 |
| ------------------ | ------------------ | ------------------ | ------------------ |

## 備註
1. ↑  希南與瑞克·福萊爾並列為WWE認可的世界冠軍頭銜最多的選手，均為16次，而福萊爾在其他賽事中獲得的一些世界冠軍頭銜並未得到WWE的承認。

## 外部連結
- 摔角狂熱官方網站（英文）

1. ↑  Until WrestleMania 41, WWE recognized the Universal Championship and WWE Championship as two separate titles which made up the Undisputed WWE Championship.[57] This was amended following Cena's victory, with WWE recognizing a single WWE Championship reign and retiring the Universal Championship with Roman Reigns retroactively recognised as the final champion rather than Rhodes.